# Sobieszyn
Sobieszyn (prononciation [sɔˈbjɛʂɨn]) est un village de la gmina d'Ułęż du powiat de Ryki dans la voïvodie de Lublin, situé dans l'est de la Pologne.
Il se situe à environ 4 kilomètres à l'est d'Ułęż (siège de la gmina), 17 kilomètres à l'est de Ryki (siège du powiat) et 49 kilomètres au nord-ouest de Lublin (capitale de la voïvodie).
Le village comptait approximativement une population de 756 habitants en 2006.

## Histoire
De 1975 à 1998, la gmina est attachée administrativement à l'ancienne voïvodie de Lublin.

Depuis 1999, elle fait partie de la nouvelle voïvodie de Lublin.